# Отто III Віттельсбах
Отто III Віттельсбах (нім. Otto III von Bayern, рос. Оттон III, пол. Otto III Bawarski, 11 лютого 1261 — 9 вересня 1312) — герцог Нижньої Баварії, король Угорщини у 1305—1307 роках як Бела V. Син баварського герцога Генріха XIII та Єлизавети, доньки угорського короля Бели IV, племінник галицького князя Лева І.

## Біографія

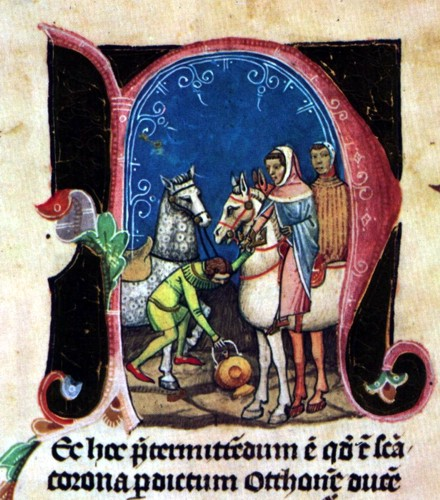
Отто III пробирається до Угорщини

Після смерті батька 1290 року став співправителем Нижньої Баварії разом з молодшими братами Людвигом III  і Стефаном . На початку правління взяв участь у війні за німецький трон поміж Альбрехтом І Габсбургом і Адольфом з Нассау, на стороні якого виступив, маючи надію приєднати приналежну Габсбургам Штирію. Після загибелі короля Адольфа у битві під Гелгеймом перейшов на сторону Альбрехта І, який забрав замки Паркштайн і Вайден. 
Через непевну ситуацію в Угорщині він 1301 року відмовився претендувати на корону св. Стефана, підтримавши родича Вацлава II, виступивши одночасно проти німецького короля Альбрехта І Габсбурга. Папа римський Боніфацій VIII звільнив від обітниці вірності королю Угорщини Ласло V (Вацлаву ІІІ) тих підданих, що заради коронації Карла Роберта Анжуйського підтримали Альбрехта І Габсбурга. До них належав, зокрема, король Русі Юрій І — племінник померлого короля Стефана V, чия донька Марія, можливо, була дружиною Карла Роберта. Це змусило чеського короля Вацлава II забрати сина Вацлава III з Угорщини разом з коронаційними клейнодами і заложниками — угорськими магнатами. У празькому замку Вацлав II у липні 1305 року відступив право на трон Угорщини Оттону Віттельсбаху — своєму родичу по матері Кунегунді і по матері Єлизаветі онуку Бели IV. Оттону III довелось у одязі купця потаємно перебратись через австрійські землі свого ворога Альбрехта І Габсбурга. 11 листопада 1305 року він прибув до Пешта. За підтримки частини шляхти його увінчали в соборі Секешфегервара 6 грудня 1305 року короною св. Стефана, як Белу V.
Наступні два роки пройшли у боротьбі з претендентом Карлом Робертом Анжуйським, прихильник якого, воєвода Семигороддя 1307 року полонив Отто III. У жовтні Отто визнав владу Карла Роберта, і той його відпустив, або ж йому вдалось утекти. Відомі згадки про його теплу зустріч королем Русі Юрієм І. За допомогою глоговського князя Генріха III він добрався до Баварії у лютому 1308. Отто III не зрікся титулу, підписуючись королем Угорщини, але не боровся з Карлом Робертом, розпочавши безуспішну війну з Габсбургами (1309—1311). Через значні фінансові проблеми від підняв податки і розширив права купців, що сприяло розвитку міст і збагаченню Баварії.
Похоронений у кляшторі Віттельсбахів Селігентгаль.
Відома гіпотеза про одруження сина короля Юрія І князя Лева II з донькою Генриха II Глоговського, яка приходилась сестрою Агнесі — дружині Отто III.

## Дружини, діти

Герб Угорщини

Отто III Віттельсбах був одружений двічі.
Катерина, донька Рудольфа І Габсбурга, померла 4 квітня 1282 р. До того року після народження померли 1280 р. їхні близнята — Генрих і Рудольф.
18 травня 1309 р. він одружився з Агнесою, донькою глоговського князя Генриха III.
У шлюбі народились:
- Агнеса (1310—1360) — видана за графа Генріха IV фон Ортенбурга
- Генріх III (1312—1333), герцог Нижньої Баварії.

Після смерті Отто III Агнеса вийшла 1329 р. заміж за графа Алрама фон Гальс († 1331). До смерті Агнеса (1293/96 — 1361) титулувалась королевою Угорщини.